# Barbus lukindae
Barbus lukindae är en fiskart som beskrevs av Boulenger, 1915. Barbus lukindae ingår i släktet Barbus och familjen karpfiskar. IUCN kategoriserar arten globalt som otillräckligt studerad. Inga underarter finns listade.